# Association Internationale des Études Byzantines
Die Association Internationale des Études Byzantines (abgekürzt: AIEB; englisch: International Byzantine Association; griechisch: Διεθνής Ένωση Βυζαντινών Σπουδών) ist eine 1948 gegründete internationale Vereinigung byzantinistischer Gelehrtengesellschaften zur Förderung der byzantinistischen Forschung mit Rechtssitz in Paris.

## Mitgliedschaft und Zweck
Mitglieder der AIEB sind: 1. die Comités Nationaux, die nationalen Gesellschaften für Byzantinistik, aus deren Mitte das Exekutivorgan der AIEB, das Bureau International, gewählt wird; 2. die Mitglieder des Bureau International; sowie 3. Institutionen und natürliche Personen, die die byzantinistische Forschung insbesondere finanziell entscheidend unterstützen.
Zweck der AIEB ist die Förderung der byzantinistischen Forschung in jeder Hinsicht. Da ihr Gegenstand, das byzantinische Reich als politische, kulturelle und religiös-spirituelle Entität der Spätantike und des Mittelalters, durch zeitliche, räumliche, sprachliche, politische und gegebenenfalls ideologische Grenzen definiert wird und nicht durch Grenzen zwischen wissenschaftlichen Disziplinen, vertreten die angeschlossenen nationalen Gesellschaften Historiker und Epigraphiker, Kunsthistoriker, Ikonologen und christliche Archäologen, Literatur- und Sprachwissenschaftler, Philosophen und Philosophiehistoriker, Theologen und Kirchenhistoriker, Wissenschafts- und Medizinhistoriker und weitere Disziplinen und Forschungsrichtungen. Hauptaufgabe ist dabei die Ausrichtung regelmäßiger internationaler Kongresse in fünfjährigem Abstand. Um diese zu organisieren, werden vom Bureau International und den Vertretern der Comités Nationaux regelmäßig Zwischenkongresse veranstaltet, auf denen insbesondere über die thematische Ausrichtung der Internationalen Kongresse beraten wird, sowie weitere kleinere Kolloquien und Veranstaltungen. Auf Vorschlag von Dionysios Zakythinos, der vom Gründungspräsidenten Paul Lemerle unterstützt wurde, gibt die AIEB seit 1964 ein Bulletin d'information et de coordination heraus, das über Neuerscheinungen, Arbeiten in Vorbereitung sowie Forschungsprogramme einzelner Personen und Gruppen auf dem Gebiet der Byzantinistik informiert und aktuell auf der Website der AIEB zu finden ist, wo weitere Informationen zu den aktuellen Aktivitäten der nationalen Gesellschaften, zu Neuerscheinungen sowie Kongressen und Kolloquien zu finden sind. Darüber hinaus ist die AIEB auch an besonderen Projekten wie etwa der Herausgabe des Corpus Fontium Historiae Byzantinae leitend beteiligt oder bildet Kommissionen zu besonderen Themen wie etwa der Geschichte der byzantinischen Kunst.
Die AIEB gehört ihrerseits dem Comité International des Sciences Historiques (CISH) und der Fédération Internationale des Associations d’Études Classiques (FIEC) an.

## Geschichte
Die Gründung der AIEB geht ursprünglich auf den rumänischen Historiker Nicolae Iorga zurück, der auf dem 5. Internationalen Kongress der Historischen Wissenschaften (Ve Congrès International des Sciences Historiques) im April 1921 in Brüssel der Sektion für Byzantinistik erstmals vorschlug, einen besonderen, der Byzantinistik gewidmeten Kongress zu veranstalten. Innerhalb eines Jahres wurde daraufhin der erste Kongress in Bukarest mit 60 Teilnehmern aus zwölf Ländern veranstaltet. Er fand großen Beifall, insbesondere bei herausragenden Gelehrten wie Charles Diehl, Gabriel Millet, Henri Grégoire, Henri Pirenne, Nikodim Pawlowitsch Kondakow und William Mitchell Ramsay. Von da an wurden, von der Unterbrechung durch den Zweiten Weltkrieg abgesehen, Kongresse in dreijährlichem, von 1961 an in fünfjährlichem Turnus veranstaltet. Den Organisatoren war es dabei von Anfang an wichtig, die Kongresse im gesamten geographischen Raum des Byzantinischen Reiches und seines Einflussbereichs stattfinden zu lassen. An der Tatsache, dass die ersten vier Kongresse in Hauptstädten des Balkans stattfanden, lässt sich ablesen, dass die verschiedenen Nationen des Balkans in der historischen Situation der Zeit nach dem Ersten Weltkrieg ein besonderes Interesse daran hatten, durch die Referenz auf Byzanz auch ihre eigene Identität und ihre Rolle in der politischen Situation zu affirmieren. Auf der Seite der großen europäischen Nationalstaaten England, Frankreich, Deutschland und Russland stehen der zeitgenössische Historismus und eine Vorstellung von der kulturellen, politischen und spirituell-religiösen Zusammengehörigkeit der Nationen Europas im Hintergrund sowohl der Begründung der Byzantinistik als wissenschaftlicher Disziplin als auch der Gründung der AIEB. So hatte bereits der russische Byzantinist Fjodor Iwanowitsch Uspenski 1886 die Schaffung einer internationalen Gesellschaft und die Herausgabe einer philologischen Zeitschrift für die Byzantinistik vorgeschlagen.
So wie das Comité International des Sciences Historiques im Jahr 1926 erst ein Vierteljahrhundert nach dem ersten Kongress der Historischen Wissenschaften (1900) nach langen und schwierigen Verhandlungen gegründet wurde, brauchte es mehrere Kongresse für Byzantinistik bis zur Gründung der AIEB. Zwar hatte Franz Dölger in der Schlusssitzung des 4. Kongresses in Sofia (1934) vorgeschlagen, ein ständiges Komitee zu schaffen, das die Beschlussfassungen des Kongresses umsetzt. Doch zur endgültigen Gründung der AIEB kam es aufgrund des Zweiten Weltkriegs erst auf dem 6. und 7. Internationalen Kongress für Byzantinistik in Paris beziehungsweise Brüssel im Juli und August 1948. Die Gründungsstatuten wurden 1961 modifiziert und in der derzeit gültigen Fassung von der Vollversammlung des 21. Internationalen Kongresses am 22. August 2006 in London nochmals revidiert.

## Präsidium
- Derzeitiger Präsident: John F. Haldon (seit 2016)
- Ehrenpräsidenten: Hélène Ahrweiler, Cyril Mango †
- Ehrenvizepräsidenten:  Karsten Fledelius, Athanasios Kambylis †, Ljubomir Maksimovič, Marie Nystazopoulou-Pelekidou, Emilian Popescu, Nancy Ševčenko, Jean-Pierre Sodini

- Gründungspräsident: Paul Lemerle
- Vormalige Präsidenten: Ihor Ševčenko, Dionysios Zakythinos, Johannes Koder, Peter Schreiner
- Vormalige Vizepräsidenten: Robert Browning, Antonio Garzya

## Nationale Komitees
In der AIEB sind (Stand 2012) folgende Staaten mit einem nationalen Komitee vertreten:
Albanien ·
Armenien ·
Australien ·
Belgien ·
Brasilien ·
Bulgarien ·
Chile ·
Volksrepublik China ·
Dänemark ·
Deutschland ·
Estland ·
Finnland ·
Frankreich ·
Georgien ·
Großbritannien ·
Griechenland ·
Irland ·
Israel ·
Italien ·
Japan ·
Kanada ·
Niederlande ·
Norwegen ·
Österreich ·
Polen ·
Rumänien ·
Russland ·
Schweden ·
Schweiz ·
Serbien ·
Slowakei ·
Spanien ·
Südafrika ·
Tschechien ·
Türkei ·
Ukraine ·
Ungarn ·
USA ·
Vatikanstadt ·
Zypern

## Internationale Kongresse und Kolloquien
Kongresse
1. Bukarest, 14.–20. April 1924[23]
2. Belgrad, 11.–16. April 1927[24]
3. Athen, 12.–18. Oktober 1930[25]
4. Sofia, 9.–15. September 1934[26]
5. Rom, 20.–26. September 1936[27]

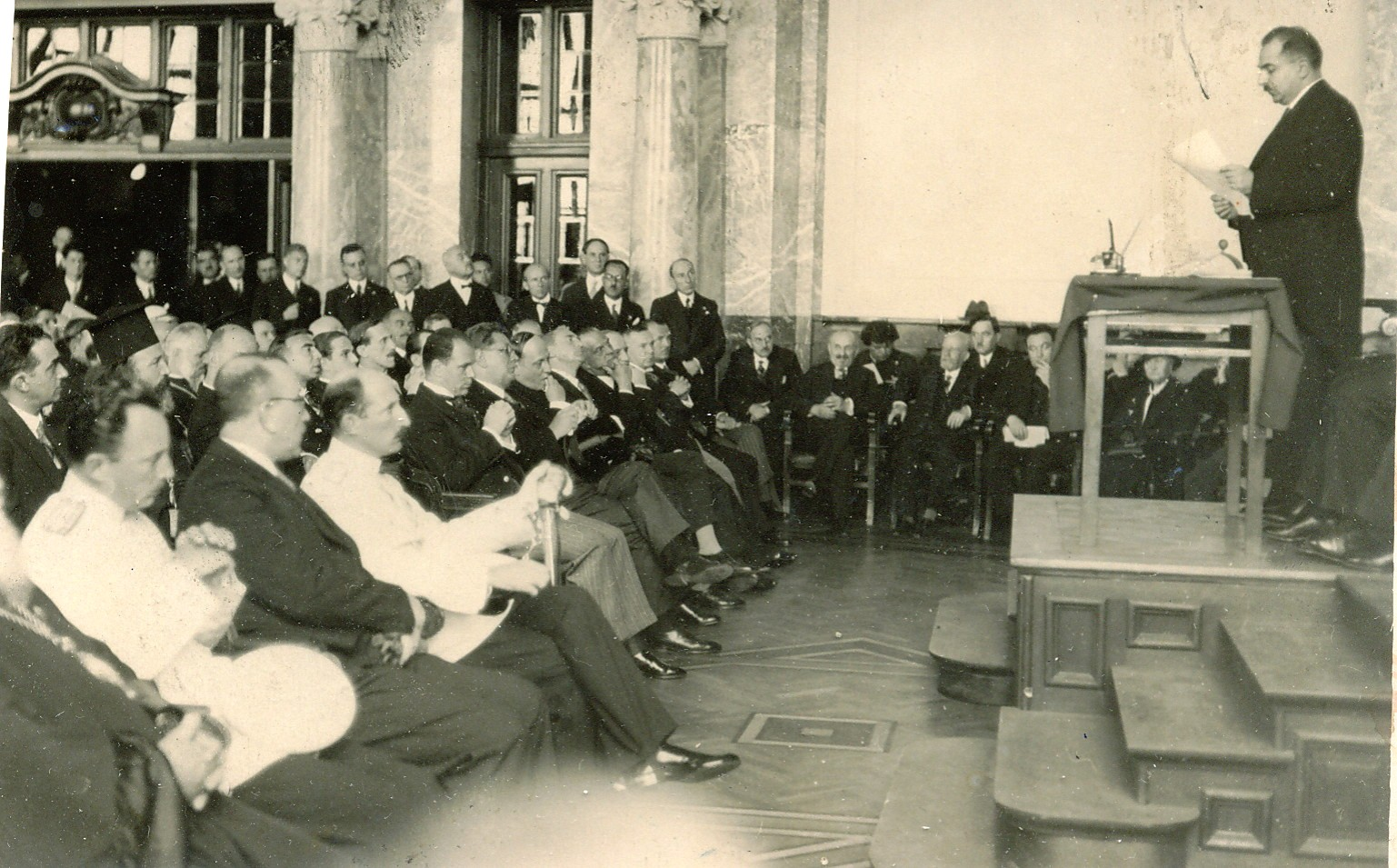
Die Eröffnungssitzung des IV. Internationalen Kongresses für Byzantinistik in der Aula der Universität Sofia, 9. September 1934

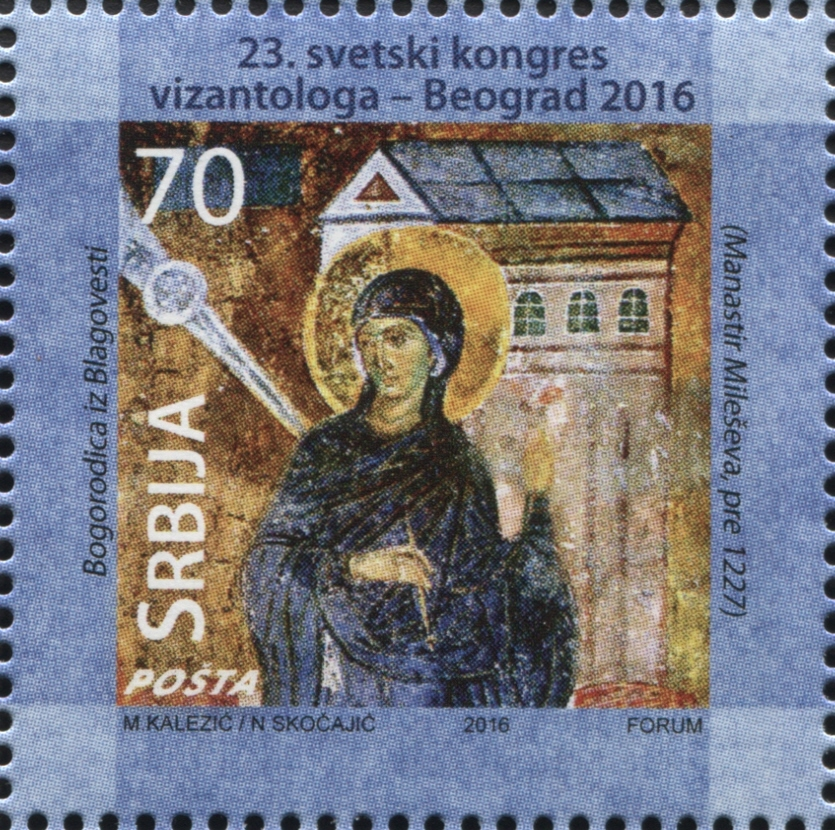
Serbische Briefmarke, herausgegeben anlässlich des 23. Byzantinistik-Weltkongresses 2016 in Belgrad

6. Algier, vorgesehen für Oktober 1939, wegen des Zweiten Weltkriegs vertagt nach: Paris, 1948[28]
7. Brüssel, 1948[29]
8. Palermo, 1951[30]
9. Thessaloniki, 1953[31]
10. Istanbul, 1955[32]
11. München 1958[33]
12. Ochrid, 10.–16. September 1961[34]
13. Oxford, 5.–10. September 1966[35]
14. Bukarest, 6.–12. September 1971[36]
15. Athen, September 1976[37]
16. Wien, 1981[38]
17. Washington, D.C., 3.–8. August 1986[39]
18. Moskau, 8.–15. August 1991[40]
19. Kopenhagen, August 1996[41]
20. Paris, 19.–25. August 2001[42]
21. London, 21.–26. August 2006: Display[43]
22. Sofia, 22.–27. August 2011: Byzantium without Borders[44]
23. Belgrad, August 2016
24. Venedig und Padua, 2022

Kolloquien
- Kolloquium, Venedig, September 1968